# Tony Montana
Antonio “Tony” Montana a sebhelyesarcú című 1983-ban készült gengszterfilm főszereplője, akit Al Pacino alakít. Magyar hangját Végvári Tamás adta

## Film
A kubai menekült, Antonio “Tony” Montana (Al Pacino) a Mariel kikötő megnyitása után, 1980-ban merész tervekkel érkezik az Egyesült Államokba, Miamiba, de zöldkártya hiányában, bűnöző múltja miatt egy menekülteknek fenntartott táborban kell élnie. Még a bevándorlók táborában eldönti, hogy szép lassan, végigjárva a helyi szervezett bűnözés szamárlétráját, a floridai drogbirodalom egyedüli örököse lesz. Kezdetnek a zöldkártyáért cserébe egyszerűnek ígérkező piszkos munkát vállalnak legjobb barátjával, Manolo “Manny” Riberával (Steven Bauer);. Egy gazdag férfi, Frank Lopez (Robert Loggia) megbízásából a szállásukon megölnek egy nem sokkal utánuk érkezett menekültet, Emilio Rebengát, aki korábban titkos ügynökként halálra kínoztatta Lopez testvérét. Lázadás tör ki a menekülttáborban, Manolo hangosan rákiabál késsel a kezében Rebengára, aki azonnal hátrálni kezd. Ahogy kiér a sátorból Tony gyomron szúrja. Mikor kikerülnek a táborból, először csak céltalanul csavarognak a megtestesült amerikai álom csillogó-villogó utcáin. Egy sarki kifőzdében kapnak állást, ahol a munka szünetében irigykedve bámulják az utca túloldalán elsétáló dúsgazdag polgárokat.
Láthatatlan jóakarójuk, Lopez ismét felveszi velük a kapcsolatot jobbkezén, Omar Suarezen (F. Murray Abraham) keresztül, aki fontos munkával bízza meg a lelkes kubaiakat – Lopez kolumbiai kokainszállítmányát kell átvenniük az egyik prominens üzletféltől, majd az árut elszállítani a főnöknek. Tony és Manolo – miután Omar felháborodására Tony nagyobb részesedést követelt az üzletből – oldalukon két legmegbízhatóbb sorstársukkal útra is indulnak, de az akció vérfürdőbe torkollik: az ügyfél ugyanis nem tiszteli a maffiát, és vonakodik az átadással. Tonyék végül nem ússzák meg veszteségek nélkül, egyik emberüket, Ángel Fernándezt a kolumbiai díler, Hector egy láncfűrésszel levágja a kezét és a lábát. Végül fölénybe kerülnek, miután Manolo és Chi Chi berohannak, és szétlövik az egész motelszobát (köztük Hector embereit is), ahol a találkozó lezajlott, majd Tony bosszúból a nyílt utcán Hectorral is végez.
Megszerezve a kokaint és a pénzt is, Tony telefonál Omarnak, aki azonnal utasítja, hogy vigye el hozzá a nyereséget, Tony azonban inkább maga szállítja el azt a Lopez-birodalom központjába, hiszen így Manolóval személyesen beszélhetnek Frank Lopezzel és Omarban sem bízik meg (a filmből nem derül ki, hogy Omarnak volt-e köze a hotelben történtekhez). Lopez barátságosan fogadja őket és azonnal közli, hogy bevonja a kubaiakat valamelyik készülődő akciójába és a Babylon Club-ba is magával viszi őket. Tony itt pillantja meg Lopez gyönyörű barátnőjét, Elvira Hancock-ot (Michelle Pfeiffer), aki azonnal elnyeri Tony tetszését, és nyíltan flörtölni is kezd a Babylon Club-ban.
Pár hónap múlva az immár gazdag Tony meglátogatja az Államokban élő édesanyját és húgát, Ginát (Mary Elizabeth Mastrantonio). Gina kitörő örömmel üdvözli régen látott bátyját, de Tony anyja nem osztja a lelkesedését; úgy érzi, bűnözővé vált fia szégyent hoz a kubai népre és a számára felajánlott 1000 dollárt sem fogadja el. Tony titokban oda adja Ginának, hogy a megélhetésért keményen dolgozó lány végre kiélvezhesse az életet, de ezzel lavinát indít el – Gina drogozni kezd és bűnözőkkel tölti az idejét a Babylon Clubban, ezzel feldühítve a húgát szinte betegesen féltő Tonyt. Manolo azonban első látásra beleszeret Ginába, de Tony figyelmezteti, hogy tartsa távol magát a lánytól.
Tony – miután beilleszkedik Lopez királyságába – egyre mohóbban habzsolja az élvezeteket és egyre önfejűbben kezd viselkedni; szép lassan Lopez bizalmasává válik, miután egy bolíviai drogbárónál, Alejandro Sosánál tett látogatás után Omart Sosa emberei megölik és összebarátkoznak Tony-val, viszont Sosa előre figyelmezteti Tony-t hogy soha ne próbálja őt átverni. Lopeznek egyáltalán nem tetszik, hogy Tony az ő beleegyezése nélkül kötött több millió dolláros üzletet Sosával és hagyta, hogy Sosa kivégeztesse Omart – Sosának ugyanis meggyőződése, hogy Omar besúgó volt. Tony ezek után puhatolózik Elviránál, hogy a lány nem szeretne-e hozzá menni feleségül. A féltékeny Lopez áskálódni kezd Tony ellen. A Babylon Club-ban ráállította a rendőr szövetségesét, Mel Bernstein-t, hogy pénzt csikarjon ki Tony-tól. Majd megpróbálja megöletni szintén a Babylon Club-ban, két bérgyilkost küld Tony-ra aki végez velük és túléli az esetet enyhe sérüléssel. Tony meg volt győződve, hogy Lopez szervezte a támadást, így Manolo segítségével leszámol Lopezzel: Manolo lelövi Lopezt, Tony utasítására. Tony pedig a korrupt rendőrt, Mel Bernsteint, Lopez szövetségesét is.
Most már tényleg Tony lett Florida ura, és lassan az ölébe hullik minden, amiről nehéz sorsú Kubai bevándorlóként csak álmodozott: saját vállalkozásba kezd, drága sportkocsikat vesz, Elvirával összeházasodnak, luxuspalotát építtet magának, a legmodernebb érzékelőberendezéssel és a legmegbízhatóbb testőrökkel körülsáncolva azt, úgy kezdi el habzsolni az életet, még Ginának is létesít egy pazar szépségszalont.
Minden tökéletesen megy az immár drogbáró Tony Montana-nak, bár a drog miatt heves veszekedések alakulnak ki Tony és ismerősei közt. Elvira később elhagyja Tonyt, miután alaposan összevesznek egy luxusétteremben, azelőtt a rendőrség kavarta fel az állóvizet és a viszonylagos rend megszűnik. Tonyt pénzmosással és adócsalással vádolták, és kiderül, hogy Sosa is nyakig ül a pácban. A bolíviai drogbáró magához hívatja Tony-t, akivel nagyon jó barátok, és beavatja problémáiba: Tony feladata eltávolítani egy politikust, aki zavarja Sosáék köreit, cserébe Sosa segít Tonynak elkerülni a börtönt. A sebhelyesarcú neki is indul a feladatnak; autóval kell követni a célszemély autóját, majd a megfelelő pillanatban aktiválják a bombát amit Alberto, Sosa embere erősítette a kocsi aljára. Tony azonban észreveszi, hogy a férfihez beül a felesége és a két kis gyerek. Közli Alberto-val, hogy ő így nincs benne az akcióban. Alberto mondja, hogyha Sosa azt mondta hogy most csináljuk akkor most csináljuk. A sebhelyesarcú elindul, Mikor már Alberto a távirányítóján lévő gombot megnyomná, Tony dühében fejbe lövi, és visszautazik Miamiba. Sosa telefonon keresztül őrjöng, amiért Tony futni hagyta a politikust, mert közben felfedezték a bombát, és lehetetlenné vált a politikus likvidálása. Mindezért Tony-t hibáztatja, aki szintén dühöngeni kezd, és jelzi Sosának, hogy kellő igény esetén elbánik vele. Előtte azonban még felkeresi Manolót, aki titokban feleségül vette a húgát, Ginát. Első megrökönyödésében Tony, aki minden férfitől óvta testvérét, lelövi legjobb barátját.
A sokkos állapotban lévő Ginával együtt Tony visszatér a birtokra, melyet Sosa bérgyilkosai már körülvettek. Tony ezalatt kábítószerhez és alkoholhoz nyúl barátja megölése után és csak akkor kezdi el felmérni, hogy mit is tett. Gina közben bejön és fegyverrel a kezében azzal vádolja Tonyt, hogy az iránta érzett vonzalma miatt féltette őt annyira és követeli, hogy most már teljesítse be a vágyat, kövessen el vérfertőzést vele. Váratlanul egy bérgyilkos tör be az ablakon és félreértésből Ginát lövik le. Tony megöli a betolakodót, majd tudatosul benne, hogy egy egész hadsereg tör az életére. Testőrei halála után a főnöknek is fegyvert kell fognia, ha életben akar maradni. Számos ellenségével végez, de ő is kap néhány halálos lövést, bár azt dühében és az erős drogos befolyásoltság miatt nem érzi. Sosa fő bérgyilkosa, Skull (aki Omar halálánál is közreműködött) dupla csövű sörétes puskával hátulról lelövi Tonyt, aki az úszómedencébe zuhan, holtteste felett a szobron a film mottójául szolgáló „The world is yours” (Tiéd a világ) felirat látható.

## Videójáték
Scarface The World Is Yours (2006-os játék)
A játék a film utolsó jelenetében kezdődik, Tony villáját Sosa emberei támadják meg. A filmtől való eltérés során Tony hátra fordul és megöli Skull-t (A bérgyilkos, aki a filmben lelőtte Tony-t). Néhány túlélő testőre segítségével Tonynak sikerül megszöknie. Sosa ezután értesül arról, hogy Tony kastélyát lefoglalták, és hatalmas drogbirodalma a semmivé csökkent. Tony egy Miamin kívül található biztonságos kisházban bújik meg, megbánta korábbi döntéseit, szidni kezdi saját magát Manny és Gina haláláért. Ezután bosszút esküszik Sosa-n, és megígéri, hogy megöl mindenkit, aki az útjába ál.
Három hónappal a villa lövöldözés után Tony visszatér. Mivel mindenki azt feltételezi, hogy meghalt, minden vagyonát lefoglalták, és Miami kerületeit, amiket korábban uralt, felosztották más drogkartellek között. Tony első lépése az, hogy felkéri George Sheffieldet, hogy legyen ismét az ügyvédje. Sheffield vonakodva vállalja ezt, de a korábbinál sokkal magasabb költséggel. Tonynak nem volt már akkora befolyása a városon mint az előtt, ezért nincs más választása, mint elfogadni. Újra azzal kezdi, hogy kokaint ad el személyes kereskedőknek, és Tonynak sikerül kifizetnie a rendőrséget, hogy visszaszerezze luxus villáját. Ezután elmegy Miami északi részére, hogy szembeszálljon Gaspar Gomezzel a La Normande penthouse-ba. Annak ellenére, hogy Gomez nincs ott, Tony megöli Ricardot, Gaspar biztonsági vezetőjét, és sok emberét, ellop egy műholdas telefont személyes használatra, és egy páncélozott furgont, amelyben 50 000 dollár van. 
Újra kapcsolatba kerül korábbi bankárjával, Jerryvel, aki beleegyezik, hogy újra vele dolgozzon. Tony ezután átveszi a Little Havanna-t, igényt tartva annak minden fontos üzletére, súlyosan meggyengítve ezzel a Diaz fivéreket. Miközben szünetet tart a Babylon Clubban, Tonyt megtámadják a Diaz Fivérek által küldött bérgyilkosok. Az egyik bérgyilkos közli Tonyval, hogy az anyját megölték. Tony bosszúból meggyilkolja a Diaz Fivéreket láncfűrésszel, és elfoglalja területüket. Sheffield egyik munkatársa, Pablo, Tonyt a Freedom Townba (Menekült tábor ami a filmben is volt) csábítja azzal az ígérettel, hogy tájékoztatást nyújt volt feleségéről, Elviráról.
Ez a találkozó azonban csapdának bizonyul, de Tony túléli. Miután megölte Pablot egy motorcsónakos üldözés közben, Sheffieldel is végezni akar, aki nincs a helyszínen. Tony elfoglalja a belvárost a Contreras-kartelltől. Szövetkezik Sandmannel, Miamitól délre fekvő karibi szigetek kokain termelőjével. Nem messze találja Nacho Contreras-t is, aki egy illegális vízi kaszinót irányít, amit Tony azonnal megtámad. Az említett hajón keresztüli lövöldözések után a menekülő Nacho Contreras a vízbe ugrik és egy motorcsónakhoz próbál úszni, ezalatt Tony egy távcsöves puskával lelövi majd megeszi egy cápa Contreras holttestét. Ezt követően Tony gyilkolja a Contreras-kartell további embereit, és átveszi az irányítást egy másik, Nacho-hoz tartozó hajó felett, amellyel kábítószert csempésztek Miamiba.
Tony lassan magához veszi North Beach-et és South Beach-et, teljesíti a különféle üzleti küldetéseket és elfoglalja a raktárakat. Most ő irányítja Miamit, de a csempészvonalai gyengék. Sandman azt mondja, hadba fog szállni a kolumbiaiakkal. Tony segít Sandmannak és megöli az ellenségeket. Mielőtt azonban ünnepelhetne, a kolumbiaiak elfoglalják Tranquilandiát, egy kis szigetet, amely a Sandman tulajdonában van, és a Montana Maffia döntő fontosságú drogbázisa. Tony visszaveszi, megöli a kolumbiaiakat, megmenti a Sandman munkásait, és megakadályozza, hogy a kolumbiaiak lefoglalják a kokaint. Végre minden világos a Szigeten. A Montana Maffia hatalma növekszik, és Tony Montana még gazdagabbá és erősebbé válik, mint valaha. Végül összeszedte az erejét, hogy megölje Alejandro Sosát, és Bolívia felé veszi az irányt.
Eközben Sosa egy összejövetelt tart Bolíviában az egzotikus villájában. George Sheffield és Gaspar Gomez mindketten ott vannak és mindenki Montanatól tart. Tony megérkezik, megöli Sosa összes emberét, köztük megöli Sheffieldet és Gomezt is. Tony ezután szembeszáll Sosa-val, aki nappalijában ül a kanapén, és beszélni kezdenek a filmbeli helyzetről, amikor Tony nem volt hajlandó gyerekeket ölni. Nem sokkal ezután Tony megöli Sosa-t egy AK-47 géppuskával, ezzel teljesítve bosszúját. Kifelé menet Tony megtalálja Sosa egyik emberét, aki még életben van. A túlélő az életéért könyörög, Tony pedig munkát ajánl neki.
A játék azzal ér véget, hogy az életben maradt Sosa embere most Tony komornyikjaként szolgál (akit Tony „Mannyként” emleget, néhai barátja és jobbkeze, Manny Ribera tiszteletére), Venus az új felesége, és Tony birodalma teljes értékűre áll vissza. hatalom és gazdagság. Tony végre megkapta a "világot", amelyről úgy érezte, hogy közeledik hozzá, és minden háború megszűnésével a Montana Maffia a legerősebb drogkartell az 1980-as évek Miamijában.